# Eumenes sichelii
Eumenes sichelii är en stekelart. Eumenes sichelii ingår i släktet krukmakargetingar, och familjen Eumenidae.

## Underarter
Arten delas in i följande underarter:
- E. s. fluvoides
- E. s. luristanensis
- E. s. tauriae
- E. s. biblicus